# Bataille de Cable Street

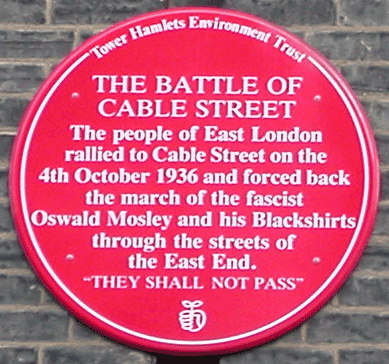
Plaque rouge commémorative dans Dock Street, près du croisement avec Cable Street

La bataille de Cable Street s'est déroulée le 4 octobre 1936 autour de Cable Street (en), une rue de l'East End, dans la banlieue est de Londres. Il s'agit d'un affrontement entre les militants de la British Union of Fascists, appelés « chemises noires », qui avaient décidé d'organiser une manifestation dans un quartier à forte population juive d'autre part des antifascistes, regroupant des militants communistes et anarchistes, des organisations juives et des nationalistes irlandais de gauche. La troisième composante est la police, chargée de maintenir peace and order, paix et ordre.

## Dénombrement
Les nombres de gens présents cités pour les différentes factions sont éminemment variables selon les sources. Une seule chose sûre : il a fait beau ce jour-là, ce qui a augmenté les nombres des participants de part et d'autre.
Les nombres pour les fascistes, dits  « chemises noires » (Mosley portait cet uniforme pour la première fois à cette occasion), vont de 2 000, 3 000 et jusqu'à 5 000,.
Quelque 6 000 policiers étaient présents, dont une partie venant de zones hors Londres et toute la cavalerie de la police métropolitaine de Londres (en). D'autres chiffres sont cités : « 6 000 à 7 000 » et jusqu'à « 10 000 ».
Pour les manifestants anti-fascistes, sont cités les nombres de « plus de 100 000 », « 250 000 », « plus de 250 000 », « 310 000 » ou plus,.

## Déroulement
De véritables scènes de guerre civile ont eu lieu. Les fascistes furent repoussés et le défilé eut finalement lieu sur l'Embankment, jusqu'à la station Temple.

## Participants notables

### Union britannique des fascistes
- Oswald Mosley[14]
- Tommy Moran (en)[15]

### Police métropolitaine
- Philip Game[14]

### Contre-manifestants
Parmi eux, de nombreux communistes :
- Phil Piratin, membre du parti communiste de Grande-Bretagne (CPGB)[16]

- Bill Alexander (en), communiste (membre du CPGB) et chef du bataillon anglais des Brigades internationales[17]

- Fenner Brockway, secrétaire du parti travailliste indépendant[3]

- Jack Comer (en), gangster d'origine juive[18]

- Père John Groser (en), prêtre Anglican et figure du Christianisme social[19]

- Gladys Keable, communiste (membre du CPGB) et future éditrice enfants du Morning Star[17]

- Bill Keable, communiste (membre du CPGB) et époux de Gladys Keable, futur directeur du Morning Star[17]

- Max Levitas (en), activiste communiste juif (membre du CPGB) donné par le Morning Star (2018) comme le dernier survivant de la bataille de Cable Street[20]

- Betty Papworth, organisatrice communiste (membre du CPGB)[21] and wife of Bert Papworth[22].

- Alan Winnington (en), communiste (membre du CPGB), journaliste et correspondant de guerre[17]

- Charlie Hutchinson, communiste (membre du CPGB) et l'unique membre britannique noir des Brigades internationales[23]

## Conséquences
Oswald Mosley, le chef des fascistes britanniques, avait prévu d'organiser de nombreuses marches de ce genre dans tout le Royaume-Uni. Après cette cuisante déroute, il ne put plus jamais organiser de nouveaux rassemblements.[Information douteuse] L'événement entraîna également l'adoption du Public Order Act (en), qui interdisait notamment le port d'uniformes politiques en public.

## Dans la culture
Dans son roman L'Hiver du monde, deuxième volet de la trilogie Le Siècle, Ken Follett évoque cet événement, qui est vécu par plusieurs de ses personnages ; il y fait également rapidement référence dans La Nuit de tous les dangers. Cet épisode est également représenté dans un chapitre du roman de Ned Beauman Boxer, Beetle.
Le groupe folk rock anglais The Men They Couldn't Hang raconte cet épisode dans la chanson "The Ghosts Of Cable Street" sortie en 1986 sur leur album "How Green Is The Valley".